# Al-Kaida
Al-Kaida (arapski: القاعدة, al-Kā‘idah, 'baza') međunarodni je savez islamskih terorističkih organizacija. Osnovali su je arapski mudžahedinski dobrovoljci koji su tijekom 1980-ih odlazili u Afganistan boriti se protiv snaga SSSR-a. Najočitiji vođe te organizacije su Osama bin Laden i Ayman al-Zawahiri, a od 2022. godine neslužbeni je vođa Saif al-Adel. Odgovorna je za više teških terorističkih napada, kao što su napadi 11. rujna 2001., nakon kojih SAD pokreće Rat protiv terorizma koji je bitno oslabljuje i tjera njezine članove iz Afganistana. Nakon toga al-Kaida se reorganizira i sprema za nove napade. Iako je za mnoge državne vlasti Al-Kaida teroristički ustroj, neki smatraju da je to savez koji se bori za slobodu svojega naroda,[nedostaje izvor] a protiv okupacije Iraka i Afganistana.

## Povijest
Al-Kaida vuče korijene iz vremena sovjetske invazije na Afganistan, kada se okosnica muslimanskih boraca pridružila mudžahedinskom pokretu otpora, koji su najvećim dijelom financirale Sjedinjene Države i Pakistan. Al-Kaida je bila najuspješnija grupa za prikupljanje sredstava i regrutaciju u muslimanskim zemljama. Međutim, 1992. al-Kaida se počinje okretati protiv SAD-a i Britanije, uglavnom zbog toga što su ove zemlje poslale trupe u Saudijsku Arabiju, kako bi je zaštitile od eventualne iračke invazije.
Vođa al-Kaide, Osama bin Laden je ponudio saudijskom rukovodstvu zaštitu od strane svojih boraca, kako nevjerničke (nemuslimanske) trupe ne bi kročile u zemlju u kojoj se nalazi najsvetiji islamski grad, Meka. Međutim, saudijsko rukovodstvo nije prihvatilo ovu ponudu, već se okrenulo svojim zapadnim saveznicima. Vođe al-Kaide tvrde da SAD i Velika Britanija ugnjetavaju muslimane. Al-Kaida koristi američku invaziju i okupaciju Iraka, prisustvo američkih trupa u nekoliko islamskih zemalja, i američku podršku Izraelu, za regrutiranje mladih muslimana.
I pored činjenice da vladajuće strukture u većini islamskih zemalja osuđuju djelovanje al-Kaide, i sprovode određene mjere borbe protiv terorista, značajan dio javnog mnijenja u mnogim islamskim zemljama daje direktnu ili indirektnu podršku al-Kaidi.

## Bosna i Hercegovina
Značajna pojava vehabizma u BiH dogodila se u vrijeme rata 1992., kada je oformljen islamistički odred El Mudžahid Armije RBiH. Nakon rata, 1996., al Kaida je ponovno uspostavila svoju vezu u BiH preko Saudijskog visokog povjerenstva (SVP) i njegove dobrotvorne organizacije. Tu dobrotvornu organizaciju osnovao je 1993. saudijski princ Salman bin Abdul-Aziz. Organizacija je bila usko povezana i financirana od saudijske vlade, pa ju je američki sudac proglasio imunom nakon napada 11. rujna 2001., zaključivši da je tijelo saudijske vlade.
U vrijeme rata, 1994., britanski djelatnik Paul Goodall bio je ubijen u BiH s nekoliko metaka u leđa. Zaposlenik SVP-a, Abdul Hadi al Gatani, bio je uhićen zbog ubojstva, nakon čega je priznao da je pištolj kojim je ubijen Goodall njegov. Međutim, bosanskohercegovačke vlasti pustile su ga bez suđenja. Al Gatani je poslije poginuo u redovima al Kaide i talibana u Afganistanu.
Iduće godine, nakon okončanja rata, Federalno ministarstvo financija je izvršilo raciju u uredima SVP-a i otkrilo dokumente koji su ukazali da je SVP "očito fronta radikala i terorizmu bliskih aktivnosti". Iste godine, ubijen je zaposlenik US Aida William Jefferson. Jedan od osumnjičenih bio je Ahmed Zuhair Handala, povezan sa SVP-om. No i on je pušten, unatoč dokazu da je masakrirao civile tijekom rata.
Američka Nacionalna sigurnosna agencija (NSA) je 1996. otkrila preko uređaja za prisluškivanje da princ Salaman financira islamističke militante preko fonda dobrotvornih organizacija. Izvješće CIA-e od iste godine kaže da "CIA ima dokaze da čak i visoki dužnosnici dobrotvornih i nadzornih organizacija u Saudijskoj Arabiji, Kuvajtu i Pakistanu, kao što je Saudijsko visoko povjerenstvo, sudjeluju u protuzakonitim aktivnostima, uključujući podržavanje terorista."
Jacquard tvrdi da je većina dužnosnika SVP-a podržavala Osamu bin Ladena. SVP je, iako je sudjelovao u legitimnim dobrotvornim aktivnostima, iskoristio svoj dobrotvorni karakter za slanje protuzakonitih roba, droga i oružja u BiH. U svibnju 1997. u francuskom vojnom izvješću stoji: "Saudijsko visoko povjerenstvo pod pokrićem humanitarne pomoći, pomaže gajiti trajnu islamizaciju BiH djelujući na mladež zemlje. Uspješno okončanje ovog plana dalo bi islamskom fundamentalizmu savršenu pozicijsku platformu u Europi i pružilo pokriće pirpadnicima bin Ladenove organizacije.
U Mostaru je 1997. izvršen teroristički napad, a izvršitelj je bio Handala i njegova dva pomoćnika, takoer povezana sa SVP-om. Uspjeli su pobjeći, no Handala je uhićen nakon napada 11. rujna i priveden u zatvor u Guantanamu. Iste godine, zaposlenik SVP-a Saber Lahman, bio je uhićen pod sumnjom da je planirao raznijeti američko veleposlanstvo u Sarajevu. Osuđen je, no kasnije mu je oprošteno te je pušten nakon odsluženja dvije godine kazne u zatvoru. Ponovno je bio uhićen 2002. za sudjelovanje u al Kaidinom planu u BiH te je poslan u zatvor u Guantanamo.
Međutim, SAD nije poduzeo ništa sve do netom prije napada 11. rujna kada je izvršena racija na urede SVP-a u BiH. Pronađeni su inkriminirajući dokumenti, uključujući i upute kako krivotvoriti iskaznice Državnog tajništva SAD-a i rukopisne bilješke o sastancima s bin Ladenom. Pronađen je i dokaz o planiranom napadu poljoprivrednim zrakoplovom. Čak i nakon ovoga, bosanskohercegovačka vlada odbila je zatvoriti urede SVP-a.

### Citati
1. ↑  Al-Qaeda's new military chief (engleski). 19. prosinca 2001. Pristupljeno 12. lipnja 2024.
2. ↑  Jacquard, 2002., str. 69.
3. ↑  Schindler, 2007., str. 143–144.
4. ↑  Bur, Collins, 2006., str. 145.
5. ↑  Schindler, 2007., str. 263–264.
6. ↑  Jacquard, 2002., str. 69–71.
7. ↑  Schinler, 2007., str. 266.
8. ↑  Schinler, 2007., str. 129., 184.

### Knjige
- Ronald Jacquard: In the Name of Osama Bin Laden: Global Terrorism and the Bin Laden Brotherhood (na engleskom). Collingdale, Pennsylvania: Diane Pub Co, 2002. ISBN 9780756767112
- John R. Schindler: Unholy Terror: Bosnia, Al-Qa'ida, and the Rise of Global Jihad (na engleskom). New York: Zenith Press, 2007. ISBN 9780760330036